# Stazione di Sorso
La stazione di Sorso è una stazione ferroviaria al servizio del comune di Sorso, capolinea settentrionale della ferrovia per Sassari.

## Storia

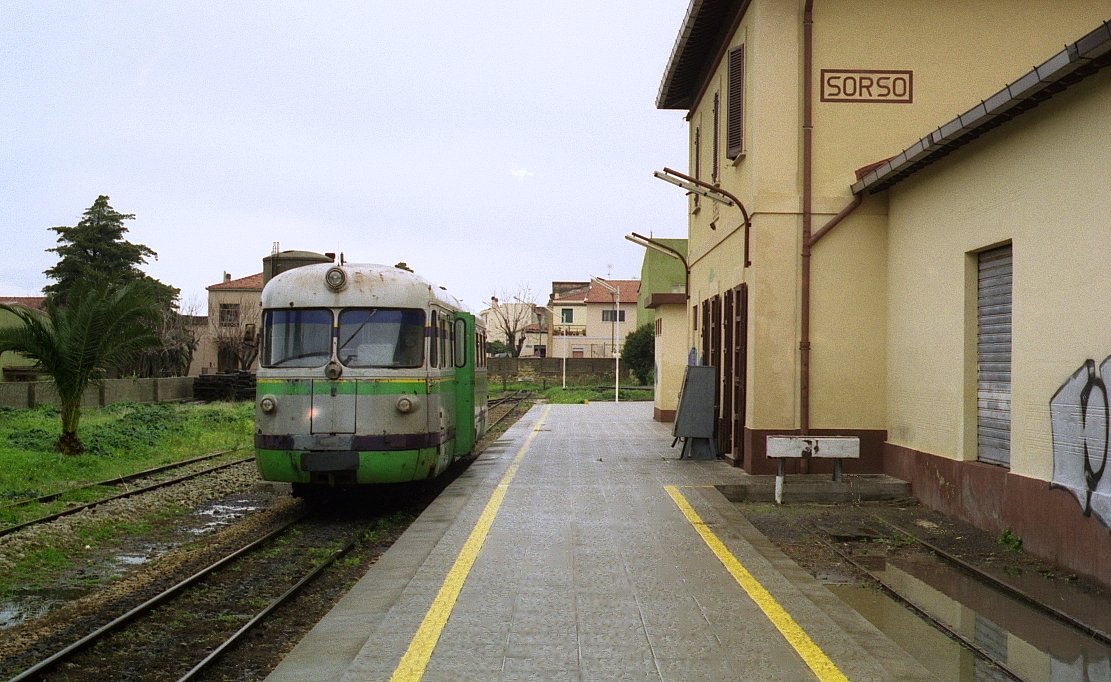
Automotrice ADm delle FdS in sosta nell'impianto nel 2001

La storia di questo impianto ha origine negli anni venti del Novecento, quando venne decisa la costruzione di due nuove ferrovie a scartamento ridotto nel sassarese, una delle quali avrebbe collegato Sassari con la vicina Sorso. Questa linea fu inaugurata il 12 maggio 1930, e con essa la stazione sorsese, situata nell'area ovest della città. L'infrastruttura fu realizzata dalle Ferrovie Settentrionali Sarde, che furono i primi gestori della linea e della stazione. Ad essa seguiranno nell'ordine la Strade Ferrate Sarde nel 1933, le Ferrovie della Sardegna nel 1989 e l'ARST dal 2010. Ristrutturato in più occasioni durante la sua storia, l'impianto fu sottoposto ad interventi di aggiornamento delle infrastrutture ferroviarie nei primi anni dieci.

## Strutture e impianti

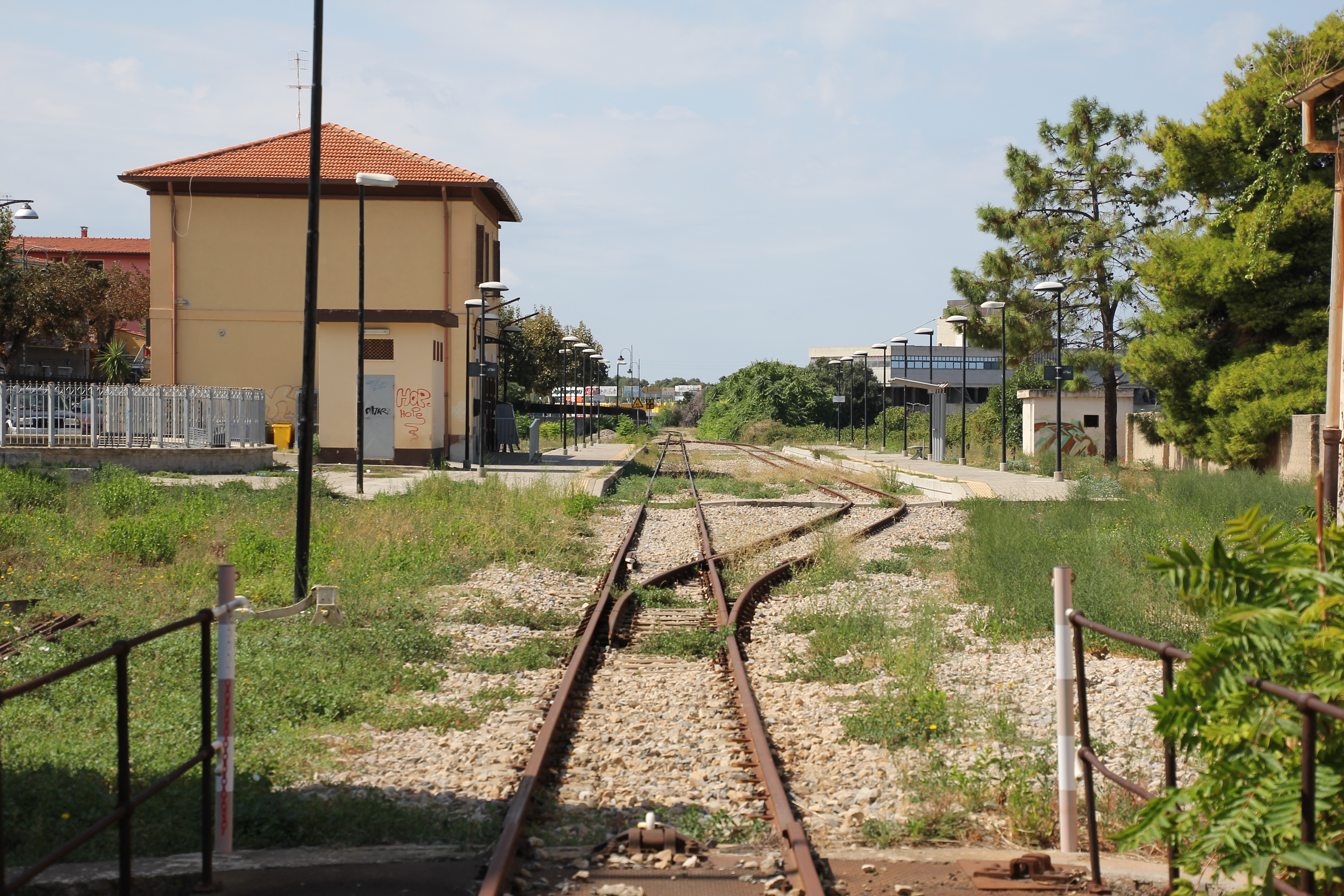
Vista dell'impianto dalla sua piattaforma girevole, posta nell'asse estremo di stazione e ferrovia

Lo scalo di Sorso è stato realizzato in configurazione di stazione di testa della linea a scartamento ridotto per Sassari. Dopo i lavori di ammodernamento dell'impianto degli anni dieci lo schema del piazzale del ferro si articola in complessivi tre binari a scartamento da 950 mm, di cui il primo di corsa, adiacente al fabbricato viaggiatori e servito da banchina, il cui fine corsa costituisce l'asse estremo di stazione e ferrovia. Da esso si diramano il binario due, di tipo passante (anch'esso servito da banchina e attrezzato, come il primo, per il servizio viaggiatori), ed un tronchino terminante all'altezza dell'ex magazzino merci dell'impianto e del piano caricatore che completava le strutture per il servizio merci. A pochi metri dall'estremità del binario uno è inoltre situata una piattaforma girevole.
In precedenza dal binario due se ne diramava un altro che conduceva all'interno della rimessa locomotive della stazione (poi dismessa) e alla vicina torre dell'acqua con annesso rifornitore idrico.

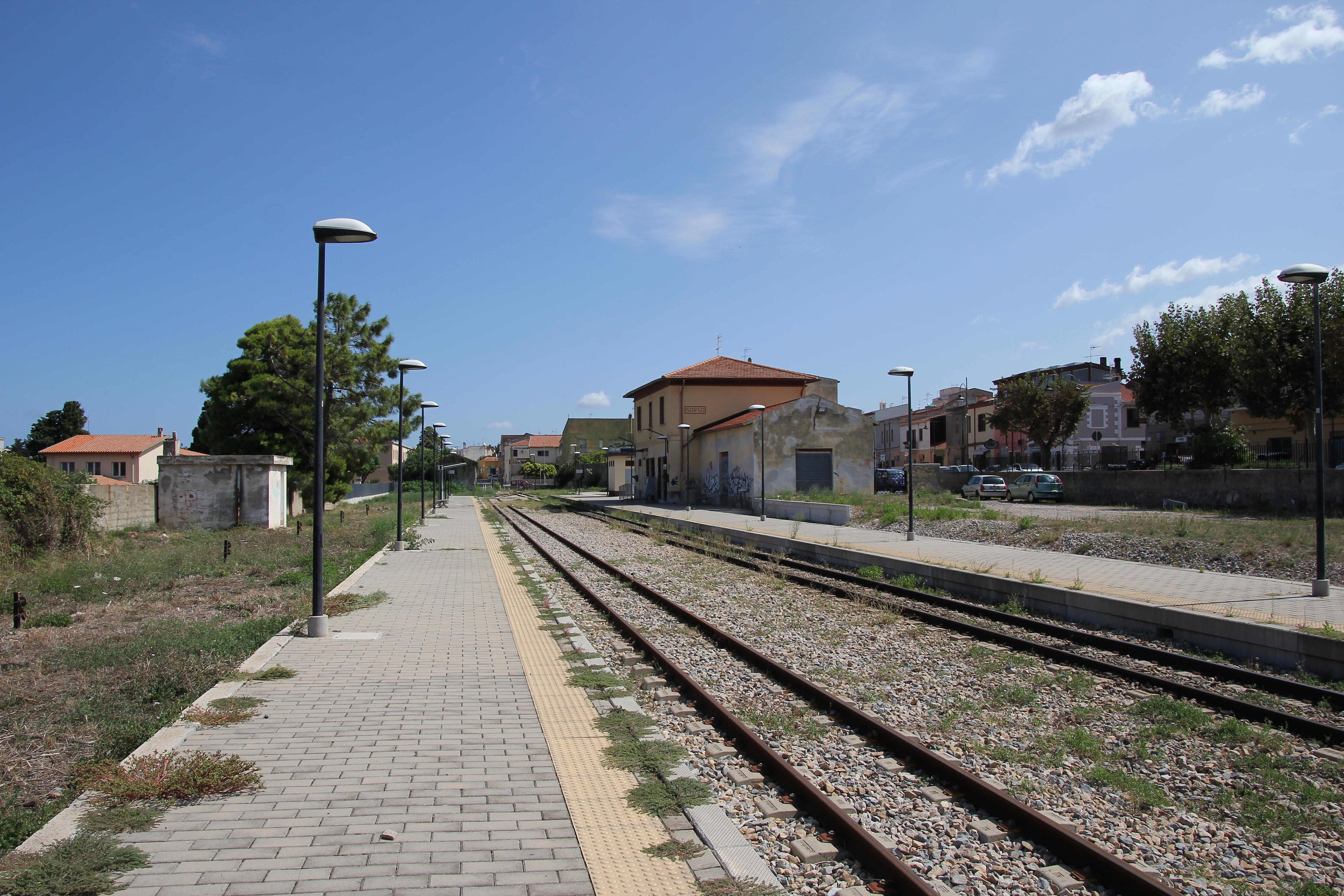
Il fabbricato viaggiatori affiancato dall'ex magazzino merci

Per quanto riguarda gli edifici la stazione è dotata di un fabbricato viaggiatori a due piani (di cui solo quello inferiore utilizzato per il servizio ferroviario), avente pianta rettangolare e tre aperture sul lato binari, con adiacente sul lato sud il magazzino merci secondo i canoni tipici di varie stazioni delle linee a scartamento ridotto sarde. Un ulteriore piccolo edificio ospitante le ritirate è situato a nord, mentre dalla parte opposta dei binari nell'area dell'ex rimessa locomotive è presente un'altra costruzione ospitante ulteriori locali di servizio.
Il traffico ferroviario riguardante lo scalo viene gestito dal Dirigente Movimento della stazione, la quale è quindi presenziata.

## Movimento
La stazione è attiva per il servizio di trasporto pubblico nei giorni feriali, con collegamenti a cura dell'ARST da e per la stazione di Sassari.

## Servizi

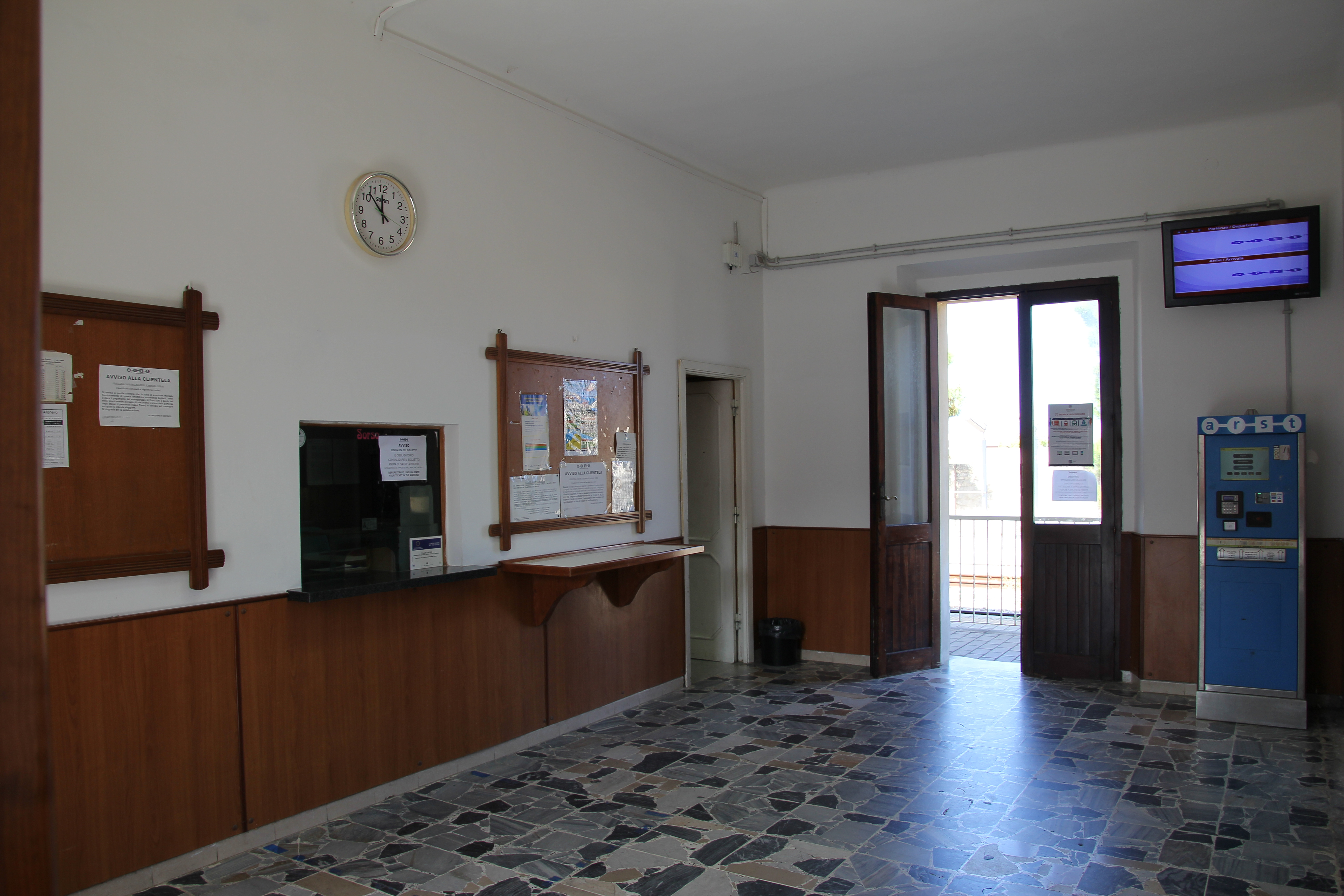
L'interno del fabbricato viaggiatori con la biglietteria a sportello (a sinistra) e quella automatica (a destra)

L'impianto è fornito di una biglietteria, sia a sportello che automatica, oltre che di sala d'aspetto e di servizi igienici. Nel fabbricato viaggiatori è ospitato inoltre un bar.
- Biglietteria a sportello
- Biglietteria automatica
- Sala d'attesa
- Servizi igienici
- Bar

## Interscambi
A pochi metri dalla stazione, sempre in via Cottoni, è presente una fermata delle autolinee dell'ARST, coi cui mezzi è possibile raggiungere varie località del circondario.
- Fermata autobus